# Hemisphere Project
 (décembre 2023).

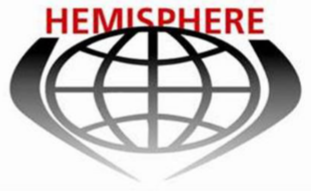
Logo du Hemisphere Project.

Hemisphere Project, Hemisphere ou Data Analytical Services (DAS) est un programme de surveillance de masse dirigé par l'Office of National Drug Control Policy (en) (ONDCP), un bras de la Maison-Blanche, et par la Drug Enforcement Administration (DEA) avec la collaboration de la société de téléphonie AT&T. Les données servent officiellement à retracer les activités des traficants de drogue, mais des policiers pourraient y avoir accès pour d'autres raisons en lien avec des enquêtes criminelles.

## Description
Hemisphere est un partenariat public-privé américain entre l'ONDCP et AT&T, le troisième plus grand fournisseur de téléphonie mobile aux États-Unis,. Le nom de code du programme est « Hudson Hawk ». En 2013, le programme était supervisé par des salariés d'AT&T travaillant au bureau-chef de la société à Atlanta (deux salariés), et aux bureaux régionaux de Houston (un salarié) et de Los Angeles (un salarié),. En 2023, son nom est « Data Analytical Services » (DAS)
AT&T recueille des métadonnées sur tous les appels qui passent par l'un de ses commutateurs téléphoniques, y compris des appels faits à partir d'appareils hors du réseau d'AT&T. Les données recueillies sont entre autres les numéros de téléphone des appelants et des appelés, les dates, les temps et les durées des appels (parfois, les localisations géographiques des appelants). Selon des journalistes, AT&T ajouterait 4 milliards d'enregistrements à chaque jour (des appels pourraient être enregistrés en double). AT&T maintient des enregistrements des appels entrants et sortants. Des enregistrements supplémentaires pour un seul appel peuvent être créés lorsque l'appelant ou l'appelé se déplace. Les statistiques d'appels de ce projet remontent à 1987,,,. Les services faisant des requêtes au DAS sont les polices locales, les départements des sheriffs, les bureaux des douanes et les inspecteurs des postes.
Les données sont habituellement expédiées par courriel aux enquêteurs en réponses à des subpoenas administratifs, demandes que la DEA est autorisée à effectuer sans supervision judiciaire. Le projet étant officiellement secret, les enquêteurs sont interdits d'indiquer avoir obtenu des informations via ce programme  dans les documents judiciaires ou tout autre document. Officiellement, ils doivent indiquer que les renseignements proviennent d'« informations obtenues via un subpoena à AT&T,. Lorsqu'une requête est marquée urgente, le demandeur peut recevoir l'information désirée en moins d'une heure,.
La Maison-Blanche affirme que les données ne minent pas le droit à la vie privée, mais l'ACLU a répliqué que si le programme cessait d'être secret, il « serait difficilement soutenable devant le public ou dans une cour »,. Selon le New York Daily News, un officier de police aurait déclaré en septembre 2013 que « nous [les forces de l'ordre] avons rarement besoin d'analyser des données vieilles de plus de 18 mois »,.
Les sociétés Sprint, Verizon et T-mobile USA, trois importants opérateurs de téléphonie aux États-Unis, ont refusé de dire si elles offraient des services semblables.

## Histoire
Le partenariat entre AT&T et l'ONDCP remonte à 2007, mais la base de données de l’Hemisphere Project a été créée en 1987.
Le public américain a appris l'existence du projet en 2013 quand un activiste a reçu un diaporama de 27 diapos — marquée « law enforcement sensitive » — contenant des informations sur le projet en réponse à une demande autorisée par la Freedom of Information Act (FOIA). Le fichier, jugé authentique, liste des suspects qui auraient été identifiés grâce aux données du projet. La DEA affirme que le projet est une tentative « de suivre les activités des traficants de drogues » et une méthode d'« obtenir des enregistrements d'appels de traficants de drogues via des subpoenas [...] une tactique de base lors d'enquêtes criminelles »,, mais plusieurs des suspects dans le diaporama étaient recherchés pour d'autres motifs que le trafic de drogues. Il y avait par exemple un homme qui s'était fait passer pour un général d'armée et qui avait écrasé le salarié d'un service de renseignement dans une base navale à San Diego, une femme de la Caroline du Sud accusée d'avoir fait des appels à la bombe à des écoles, des hôpitaux et des sociétés locales et un groupe d'hommes qui avaient volé une bijouterie à Los Angeles,.
Des propositions ont été faites pour modifier le programme, notamment qu'il revienne à AT&T de conserver les données plutôt que le gouvernement fédéral des États-Unis
En 2023, au moins un sénateur américain juge que le programme est illégal et pourrait être sévèrement critiqué par la population américaine,. Le groupe de défense américain du droit à la vie privée Electronic Privacy Information Center (EPIC) abonde aussi dans le même sens.

### Citations originales
1. ↑  (en) « information obtained from an AT&T subpoena »
2. ↑  (en) « it would be very hard to justify it to the public or the courts »
3. ↑  (en) « we [law enforcement] rarely need to look at anything older than 18 months »
4. ↑  (en) « to keep up with drug dealers »
5. ↑  (en) « subpoenaing drug dealers’ call records […] a bread-and-butter tactic in the course of criminal investigations »